# Myles Allen
Myles R. Allen es el director del grupo de Dinámicas del Clima del Departamento de Física Atmosférica, Oceánica y Planetaria de la Universidad de Oxford.  Es el principal investigador en el proyecto de computo distribuido  Climateprediction.net (que hace uso de recursos informáticos proporcionados voluntariamente por el público general), y fue el fundador de este proyecto. Es profesor de Geosistemas en la Escuela de Geografía y Medio Ambiente, y es miembro del Linacre College, Oxford.
Ha trabajado en la Unidad de Energía del Programa de las Naciones Unidas para el Medio Ambiente, el Laboratorio Rutherford Appleton en Oxfordshire y el Instituto de Tecnología de Massachusetts. Contribuyó al tercer informe de evaluación del Grupo Intergubernamental de Expertos sobre el Cambio Climático como autor principal del capítulo sobre la detección del cambio climático y la atribución de sus causas, fue editor de la revisión del capítulo sobre predicciones del cambio climático global para el IPCC del Cuarto Informe de Evaluación y coautor del Informe Especial del 8 de octubre de 2018 del IPCC sobre el calentamiento global de 1,5 °C. Su investigación se centra en la atribución del cambio climático reciente y la evaluación de lo que estos cambios significan para las simulaciones climáticas globales
En 2010, Allen recibió la Medalla Edward Appleton del Instituto de Física por "sus importantes contribuciones a la detección y atribución de la influencia humana en el cambio climático y la cuantificación de la incertidumbre en las predicciones climáticas".
Allen proporcionó su experiencia técnica para el juego Fate of the World, que es "un juego de estrategia para PC que simula el impacto social y ambiental real del cambio climático global durante los próximos 200 años".
En 2015, dijo que la captura y almacenamiento de carbono (CAC) debería ser obligatoria.